# Andrés Pila
Andrés Pila, född 11 maj 1991, är en colombiansk bågskytt. Han deltog vid olympiska sommarspelen 2016.